# ホラツィウ・プンジェア
ホラツィウ・プンジェア（Horațiu Pungea、1986年2月18日 - ）は、ルーマニアのラグビーユニオン選手。

## プロフィール
- ルーマニア・ルドゥシュ出身[1]。
- ポジションはプロップ(PR)。
- 身長 183cm、体重 119kg
- ルーマニア代表キャップは30（2025年5月現在）でラグビーワールドカップ2015のルーマニア代表に選ばれた[2]。

## 略歴
ティミショアラ・サラセンズ、ブカレスト・ウルブズ、ラネリRFC、スカーレッツ、リヨンOUを経て、2015年、オヨナに加入。